# Solcane
Solcane (em turco: Solhan), Bonguilane (em curdo: Bongilan) ou Boglã (em armênio: Բոգլան; romaniz.:  Boglan) é uma cidade e distrito da Turquia, na província de Bingol, na região da Anatólia Oriental. O distrito tem 1 032 km² de área e em dezembro de 2021 tinha 33 973 habitantes (densidade: 32,9 hab./km²), dos quais 20 217 na capital de Solcane. Está dividido nos bairros de Bolane (Boğlan), Calimepenar (Halimepınar), Ienimacale (Yenimahalle) e Iexilova (Yeşilova).

## Geografia
Uma das montanhas mais importantes no distrito de Solcane são as montanhas Xerafetine. Os pontos altos dessas montanhas, que cobrem completamente o norte do distrito, são Essene Tepe, com uma altura de 2 388 metros, e Xaquine Tepe, com uma altura de 2 675 metros.

## Subdivisões
O distrito é formado pelo município (belde) de Araconaque, 27 aldeias (köy) e 80 aldeolas:
- Arslanbeili (Arslanbeyli)
- Asmacaia (Asmakaya)
- Bozcanate (Bozkanat)
- Calecoi (Kaleköy)
- Cazarxaque (Hazarşah)
- Demircape (Demirkapı)
- Dilectepe (Dilektepe)
- Douieli (Doğuyeli)
- Duzaache (Düzağaç)
- Elbaxe (Elbaşı)
- Elmasserte (Elmasırtı)
- Esmetaxe (Eşmetaş)
- Guelintepe (Gelintepe)
- Guenchetavus (Gençtavus)
- Gocsu (Göksu)
- Ienibaxaque (Yenibaşak)
- Ienidal (Yenidal)
- Iitarmane (Yiğitharmanı)
- Inandeque (İnandık)
- Muratecoi (Muratköy)
- Mutluja (Mutluca)
- Oimapenar (Oymapınar)
- Quereque (Kırık)
- Suquiane (Sükyan)
- Suluncaxe (Sülünkaş)
- Tarcane (Tarhan)
- Ximexirpenar (Şimşirpınar)